# NGC 6353
NGC 6353 је тројна звезда у сазвежђу Херкул која се налази на NGC листи објеката дубоког неба.
Деклинација објекта је + 15° 41' 18" а ректасцензија 17h 21m 12,4s. Привидна величина (магнитуда) објекта NGC 6353 износи 7,8.